# Mall del Centro (Concepción)
Mall del Centro (Concepción) —también conocido como Mall del Centro— es un centro comercial ubicado en la ciudad de Concepción, en la Región del Biobío, Chile. Fue inaugurado el 3 de octubre de 2012 por la empresa Ripley Corp, como parte de un proyecto inmobiliario que incluye también la Torre del Centro. Cuenta con más de 110 locales comerciales. 

## Historia y creación
El Mall del Centro fue inaugurado el 3 de octubre de 2012 a las 17:40 horas (hora chilena)  por Ripley Corp. La construcción del recinto comenzó en septiembre de 2010, según registros del proyecto. Ripley Corp, vendió por $147 mil millones de pesos, el Mall del Centro a Grupo Marina. En la inauguración, el mall sufrió varios ataques de protestas en la ciudad, el centro comercial tuvo que cerrar durante un mes. Según fuentes fiables, esto se menciona: "El proyecto contempla una torre de 27 pisos y 112 metros de altura, con un hotel 4 estrellas y 97 metros cuadrados construidos, que incluirá en su fachada el muro patrimonial de la que fuera la Biblioteca de la Universidad de Concepción.
Además de Ripley y un supermercado Líder, tendrá 85 tiendas, 6 salas de cine, patio de comidas, oficinas, gimnasio, juegos infantiles y 800 estacionamientos."